# Луїтпольд (маркграф Баварії)
Луїтпольд або Ліутпольд (сучасне звучання імені Леопольд, нім. Luitpold; народився бл. 860 — 4 липня 907 при Пресбурзі) — перший незалежний правитель Баварії після її виділення зі складу Німецького королівства Каролінгів, засновник династії Луїтпольдингів, яка перебувала при владі в Баварії і Каринтії до середини X століття, 2-й маркграф Баварії у 895—907 роках.

## Біографія
Можливо походив з могутнього баварського роду Хуозьєрів (Хуозі). Ім'я його батька невідоме, але мабуть він був нащадком Ліутпальда II, графа в Баварії в 814—846 роках. Мати ж його походила з роду Вельфів — вона була дочкою або внучкою Рудольфа (Рауля) I, графа Понтьє.
Луїтпольд був родичем імператора Арнульфа Каринтійського (можливо племінник матері Арнульфа, Ліутсвінти). В 893 імператор Заходу Арнульф передав в лен Луїтпольду землі Каринтії і Верхньої Паннонії. Пізніше до цих володінь додалися території вздовж Дунаю (в баварському Нордгау та Донаугау) і Регенсбург. У результаті Луїтпольд став найвпливовішим з графів південно-східної Німеччини, що дозволило йому прийняти титул маркграфа Баварії (після загибелі маркграфа Енгельдеона). Протягом усього його правління Луїтпольд залишався вірним прихильником імператора Арнульфа і його наступника, Людовика IV.
Він активно займався організацією оборони кордону імперії від нападів угорців та Великої Моравії. У 898 Луїтпольд здобув перемогу над військами Великоморавського князя Моймира II і примусив його визнати сюзеренітет Німеччини. Існують свідчення, що в 903 Луїтпольд користувався титулом герцога Богемії (лат. dux Boemanorum).
Граф загинув 4 липня 907 в битві з угорцями при Прессбурзі (нині Братислава). Похований у Лорському монастирі.

## Шлюб і діти
- (895/900) Кунігунда (бл. 879—915), дочка Бертольда I, пфальцграфа Швабії, та сестра Ерхангера

Арнульф (898—937), герцог Баварії (з 907)
Бертольд (900—947), герцог Баварії (з 938), герцог Каринтії (з 927): Дочка, одружена з Рудольфом, графом Заалгау